# Denis Vavro
Denis Vavro (Partizánske, 10 aprile 1996) è un calciatore slovacco, difensore del Wolfsburg e della nazionale slovacca.

## Caratteristiche tecniche
Di ruolo difensore centrale, è forte fisicamente e abile nel gioco aereo. A livello offensivo si distingue per essere un buon tiratore dalla distanza e un buon rigorista.

## Carriera

### Club

#### Gli inizi
Cresciuto nelle giovanili della Žilina, ha esordito tra i professionisti con il club gialloverde il 20 aprile 2013 nel successo per 1-2 contro l'AS Trenčín.

#### Copenaghen
Il 26 agosto 2017 viene acquistato dal Copenaghen.

#### Lazio e prestito all'Huesca
Il 4 luglio 2019 viene ufficializzato il suo trasferimento alla Lazio per 12 milioni di euro (di cui 2 di bonus), siglando un contratto quadriennale. Esordisce ufficialmente in biancoceleste il 25 agosto nella prima di campionato nel successo per 0-3 in casa della Sampdoria, subentrando a Francesco Acerbi al 70'. Durante la stagione Vavro gioca frequentemente in Europa League e poco in campionato, deludendo però le attese.
Non trovando spazio nella stagione successiva, in cui viene prima non viene incluso nella lista Champions e poi viene escluso dalla lista per il campionato a stagione in corso (novembre), il 1º febbraio 2021 si trasferisce in prestito all'Huesca.
Nel prestito in Spagna disputa 11 partite (di cui 9 da titolare) per poi fare ritorno alla Lazio, dove continua a non trovare spazio. Nonostante ciò, il suo debutto stagionale arriva il 15 gennaio 2022, subentrando nel finale a Luiz Felipe, nella vittoria della Lazio per 0-3 in casa della Salernitana. Il 18 gennaio debutta in Coppa Italia, nel match vinto dalla Lazio per 1-0 ai tempi supplementari ai danni dell'Udinese.

#### Ritorno al Copenaghen
Tuttavia, 6 giorni dopo, il 24 gennaio 2022, fa ritorno al Copenaghen con la formula del prestito fino al termine della stagione. Il 6 luglio 2022 viene acquistato a titolo definitivo dalla società danese, con cui firma un contratto di quattro anni.

#### Prestito al Wolfsburg
Il 30 agosto 2024 viene ceduto in prestito al Wolfsburg.

### Nazionale
Ha esordito con la maglia della sua nazionale nel 2017 contro l'Uganda, andando anche in rete. Nonostante il poco minutaggio accumulato nell'arco della stagione 2020-2021, viene convocato per Euro 2020.
Successivamente è stato convocato pure per Euro 2024.

## Statistiche

### Presenze e reti nei club
Statistiche aggiornate al 5 ottobre 2024.
| Stagione          | Squadra           | Campionato        | Campionato | Campionato | Coppe nazionali | Coppe nazionali | Coppe nazionali | Coppe continentali | Coppe continentali | Coppe continentali | Altre coppe | Altre coppe | Altre coppe | Totali | Totali |
| Stagione          | Squadra           | Comp              | Pres       | Reti       | Comp            | Pres            | Reti            | Comp               | Pres               | Reti               | Comp        | Pres        | Reti        | Pres   | Reti   |
| ----------------- | ----------------- | ----------------- | ---------- | ---------- | --------------- | --------------- | --------------- | ------------------ | ------------------ | ------------------ | ----------- | ----------- | ----------- | ------ | ------ |
| 2012-2013         | Žilina            | SL                | 4          | 0          | CS              | 0               | 0               | UCL                | 0                  | 0                  | -           | -           | -           | 4      | 0      |
| 2013-2014         | Žilina            | SL                | 11         | 0          | CS              | 0               | 0               | UEL                | 2                  | 0                  | -           | -           | -           | 13     | 0      |
| 2014-2015         | Žilina            | SL                | 6          | 0          | CS              | 0               | 0               | -                  | -                  | -                  | -           | -           | -           | 6      | 0      |
| 2015-2016         | Žilina            | SL                | 23         | 1          | CS              | 5               | 1               | UEL                | 8                  | 1                  | -           | -           | -           | 36     | 3      |
| 2016-2017         | Žilina            | SL                | 25         | 6          | CS              | 2               | 0               | -                  | -                  | -                  | -           | -           | -           | 27     | 6      |
| lug.-ago. 2017    | Žilina            | SL                | 5          | 1          | CS              | 0               | 0               | UCL                | 2                  | 0                  | -           | -           | -           | 7      | 1      |
| Totale Žilina     | Totale Žilina     | Totale Žilina     | 74         | 8          |                 | 7               | 1               |                    | 12                 | 1                  |             | -           | -           | 93     | 10     |
| 2014-2015         | Žilina II         | 2L                | 11+3       | 2          | -               | -               | -               | -                  | -                  | -                  | -           | -           | -           | 14     | 2      |
| 2015-2016         | Žilina II         | 2L                | 1          | 0          | -               | -               | -               | -                  | -                  | -                  | -           | -           | -           | 1      | 0      |
| 2016-2017         | Žilina II         | 2L                | 1          | 0          | -               | -               | -               | -                  | -                  | -                  | -           | -           | -           | 1      | 0      |
| Totale Žilina II  | Totale Žilina II  | Totale Žilina II  | 13+3       | 2          |                 | -               | -               |                    | -                  | -                  |             | -           | -           | 16     | 2      |
| 2017-2018         | Copenaghen        | SL                | 26         | 1          | CD              | 1               | 0               | UEL                | 8                  | 0                  | -           | -           | -           | 35     | 1      |
| 2018-2019         | Copenaghen        | SL                | 35         | 0          | CD              | 1               | 0               | UEL                | 14                 | 2                  | -           | -           | -           | 50     | 2      |
| 2019-2020         | Lazio             | A                 | 11         | 0          | CI              | 0               | 0               | UEL                | 6                  | 0                  | SI          | 0           | 0           | 17     | 0      |
| 2020-gen. 2021    | Lazio             | A                 | 1          | 0          | CI              | 1               | 0               | UCL                | 0                  | 0                  | -           | -           | -           | 2      | 0      |
| gen.-giu. 2021    | Huesca            | PD                | 11         | 0          | CR              | 0               | 0               | -                  | -                  | -                  | -           | -           | -           | 11     | 0      |
| 2021-gen. 2022    | Lazio             | A                 | 1          | 0          | CI              | 1               | 0               | UEL                | 0                  | 0                  | -           | -           | -           | 2      | 0      |
| Totale Lazio      | Totale Lazio      | Totale Lazio      | 13         | 0          |                 | 2               | 0               |                    | 6                  | 0                  |             | 0           | 0           | 21     | 0      |
| gen.-giu. 2022    | Copenaghen        | SL                | 14         | 1          | CD              | -               | -               | UECL               | -                  | -                  | -           | -           | -           | 14     | 1      |
| 2022-2023         | Copenaghen        | SL                | 29         | 1          | CD              | 6               | 1               | UCL                | 6                  | 0                  | -           | -           | -           | 41     | 2      |
| 2023-2024         | Copenaghen        | SL                | 29         | 2          | CD              | 4               | 1               | UCL                | 14                 | 1                  | -           | -           | -           | 38     | 4      |
| lug.-ago. 2024    | Copenaghen        | SL                | 5          | 0          | CD              | 0               | 0               | UCL                | 6                  | 0                  | -           | -           | -           | 11     | 0      |
| Totale Copenhagen | Totale Copenhagen | Totale Copenhagen | 138        | 5          |                 | 12              | 2               |                    | 48                 | 3                  |             | -           | -           | 189    | 10     |
| set. 2024-2025    | Wolfsburg         | BL                | 3          | 1          | CG              | 0               | 0               | -                  | -                  | -                  | -           | -           | -           | 3      | 1      |
| Totale carriera   | Totale carriera   | Totale carriera   | 254        | 16         |                 | 21              | 3               |                    | 66                 | 4                  |             | 0           | 0           | 340    | 23     |

### Cronologia presenze e reti in nazionale
| Cronologia completa delle presenze e delle reti in nazionale ― Slovacchia | Cronologia completa delle presenze e delle reti in nazionale ― Slovacchia | Cronologia completa delle presenze e delle reti in nazionale ― Slovacchia | Cronologia completa delle presenze e delle reti in nazionale ― Slovacchia | Cronologia completa delle presenze e delle reti in nazionale ― Slovacchia | Cronologia completa delle presenze e delle reti in nazionale ― Slovacchia | Cronologia completa delle presenze e delle reti in nazionale ― Slovacchia | Cronologia completa delle presenze e delle reti in nazionale ― Slovacchia |
| Data                                                                      | Città                                                                     | In casa                                                                   | Risultato                                                                 | Ospiti                                                                    | Competizione                                                              | Reti                                                                      | Note                                                                      |
| ------------------------------------------------------------------------- | ------------------------------------------------------------------------- | ------------------------------------------------------------------------- | ------------------------------------------------------------------------- | ------------------------------------------------------------------------- | ------------------------------------------------------------------------- | ------------------------------------------------------------------------- | ------------------------------------------------------------------------- |
| 8-1-2017                                                                  | Abu Dhabi                                                                 | Slovacchia                                                                | 1 – 3                                                                     | Uganda                                                                    | Amichevole                                                                | 1                                                                         |                                                                           |
| 12-1-2017                                                                 | Abu Dhabi                                                                 | Svezia                                                                    | 6 – 0                                                                     | Slovacchia                                                                | Amichevole                                                                | -                                                                         | 78’                                                                       |
| 21-3-2019                                                                 | Trnava                                                                    | Slovacchia                                                                | 2 – 0                                                                     | Ungheria                                                                  | Qual. Euro 2020                                                           | -                                                                         | 21’                                                                       |
| 24-3-2019                                                                 | Cardiff                                                                   | Galles                                                                    | 1 – 0                                                                     | Slovacchia                                                                | Qual. Euro 2020                                                           | -                                                                         | 31’                                                                       |
| 11-6-2019                                                                 | Baku                                                                      | Azerbaigian                                                               | 1 – 5                                                                     | Slovacchia                                                                | Qual. Euro 2020                                                           | -                                                                         |                                                                           |
| 6-9-2019                                                                  | Bratislava                                                                | Slovacchia                                                                | 0 – 4                                                                     | Croazia                                                                   | Qual. Euro 2020                                                           | -                                                                         |                                                                           |
| 9-9-2019                                                                  | Budapest                                                                  | Ungheria                                                                  | 1 – 2                                                                     | Slovacchia                                                                | Qual. Euro 2020                                                           | -                                                                         | 41’                                                                       |
| 13-10-2019                                                                | Bratislava                                                                | Slovacchia                                                                | 1 – 1                                                                     | Paraguay                                                                  | Amichevole                                                                | -                                                                         | 32’ 42’                                                                   |
| 16-11-2019                                                                | Fiume                                                                     | Croazia                                                                   | 3 – 1                                                                     | Slovacchia                                                                | Qual. Euro 2020                                                           | -                                                                         |                                                                           |
| 8-10-2020                                                                 | Bratislava                                                                | Slovacchia                                                                | 0 – 0 dts (4 – 2 dtr)                                                     | Irlanda                                                                   | Qual. Euro 2020                                                           | -                                                                         | 112’                                                                      |
| 14-10-2020                                                                | Trnava                                                                    | Slovacchia                                                                | 2 – 3                                                                     | Israele                                                                   | UEFA Nations League 2020-2021 - 1º turno                                  | -                                                                         |                                                                           |
| 1-6-2021                                                                  | Ried im Innkreis                                                          | Slovacchia                                                                | 1 – 1                                                                     | Bulgaria                                                                  | Amichevole                                                                | -                                                                         |                                                                           |
| 26-3-2023                                                                 | Bratislava                                                                | Slovacchia                                                                | 2 – 0                                                                     | Bosnia ed Erzegovina                                                      | Qual. Euro 2024                                                           | -                                                                         |                                                                           |
| 17-6-2023                                                                 | Reykjavík                                                                 | Islanda                                                                   | 1 – 2                                                                     | Slovacchia                                                                | Qual. Euro 2024                                                           | -                                                                         |                                                                           |
| 20-6-2023                                                                 | Vaduz                                                                     | Liechtenstein                                                             | 0 – 1                                                                     | Slovacchia                                                                | Qual. Euro 2024                                                           | 1                                                                         | 90’                                                                       |
| 8-9-2023                                                                  | Bratislava                                                                | Slovacchia                                                                | 0 – 1                                                                     | Portogallo                                                                | Qual. Euro 2024                                                           | -                                                                         |                                                                           |
| 13-10-2023                                                                | Porto                                                                     | Portogallo                                                                | 3 – 2                                                                     | Slovacchia                                                                | Qual. Euro 2024                                                           | -                                                                         |                                                                           |
| 16-10-2023                                                                | Lussemburgo                                                               | Lussemburgo                                                               | 0 – 1                                                                     | Slovacchia                                                                | Qual. Euro 2024                                                           | -                                                                         |                                                                           |
| 16-11-2023                                                                | Bratislava                                                                | Slovacchia                                                                | 4 – 2                                                                     | Islanda                                                                   | Qual. Euro 2024                                                           | -                                                                         |                                                                           |
| 9-6-2024                                                                  | Trnava                                                                    | Slovacchia                                                                | 4 – 0                                                                     | Galles                                                                    | Amichevole                                                                | -                                                                         | 77’                                                                       |
| 17-6-2024                                                                 | Francoforte sul Meno                                                      | Belgio                                                                    | 0 – 1                                                                     | Slovacchia                                                                | Euro 2024 - 1º turno                                                      | -                                                                         |                                                                           |
| 21-6-2024                                                                 | Düsseldorf                                                                | Slovacchia                                                                | 1 – 2                                                                     | Ucraina                                                                   | Euro 2024 - 1º turno                                                      | -                                                                         |                                                                           |
| 26-6-2024                                                                 | Francoforte sul Meno                                                      | Slovacchia                                                                | 1 – 1                                                                     | Romania                                                                   | Euro 2024 - 1º turno                                                      | -                                                                         |                                                                           |
| 30-6-2024                                                                 | Gelsenkirchen                                                             | Inghilterra                                                               | 2 – 1 dts                                                                 | Slovacchia                                                                | Euro 2024 - Ottavi di finale                                              | -                                                                         | 108’                                                                      |
| 5-9-2024                                                                  | Tallinn                                                                   | Estonia                                                                   | 0 – 1                                                                     | Slovacchia                                                                | UEFA Nations League 2024-2025 - 1º turno                                  | -                                                                         | 65’ 87’                                                                   |
| 11-10-2024                                                                | Bratislava                                                                | Slovacchia                                                                | 2 – 2                                                                     | Svezia                                                                    | UEFA Nations League 2024-2025 - 1º turno                                  | -                                                                         | 18’                                                                       |
| 16-11-2024                                                                | Solna                                                                     | Svezia                                                                    | 2 – 1                                                                     | Slovacchia                                                                | UEFA Nations League 2024-2025 - 1º turno                                  | -                                                                         | 40’                                                                       |
| 19-11-2024                                                                | Bratislava                                                                | Slovacchia                                                                | 1 – 0                                                                     | Estonia                                                                   | UEFA Nations League 2024-2025 - 1º turno                                  | -                                                                         |                                                                           |
| 20-3-2025                                                                 | Bratislava                                                                | Slovacchia                                                                | 0 – 0                                                                     | Slovenia                                                                  | UEFA Nations League 2024-2025 - Play-off                                  | -                                                                         | 11’                                                                       |
| 7-6-2025                                                                  | Candia                                                                    | Grecia                                                                    | 4 – 1                                                                     | Slovacchia                                                                | Amichevole                                                                | -                                                                         |                                                                           |
| Totale                                                                    |                                                                           | Presenze                                                                  | 30                                                                        |                                                                           | Reti                                                                      | 2                                                                         |                                                                           |

## Palmarès

### Club

#### Competizioni nazionali
- Campionato slovacco: 1

Žilina: 2016-2017
- Supercoppa di Slovacchia: 1

Žilina: 2012
- Campionato danese: 3

Copenhagen: 2018-2019, 2021-2022, 2022-2023
- Supercoppa italiana: 1

Lazio: 2019
- Coppa di Danimarca: 1

Copenhagen: 2022-2023